# Municipio Aculco
Koordinaten: 20° 6′ N, 99° 50′ W
Aculco ist ein Municipio im mexikanischen Bundesstaat México. Der Sitz der Gemeinde ist Aculco de Espinosa, einwohnerstärkster Ort hingegen San Lucas Totolmaloya vor San Jerónimo Barrio und Gunyo Poniente. Die Gemeinde hatte im Jahr 2010 44.823 Einwohner, ihre Fläche beträgt 455,1 km².

## Geographie
Aculco liegt im Norden des Bundesstaates México, etwa auf halber Strecke von Mexiko-Stadt nach Santiago de Querétaro.
Das Municipio grenzt an die Municipios Jilotepec, Polotitlán, Acambay und Timilpan sowie an San Juan del Río und Amealco de Bonfil im Nachbarbundesstaat Querétaro.